# Rue de Paris (Laval)
Pour les articles homonymes, voir Rue de Paris.
La rue de Paris est une voie du centre-ville de la commune française de Laval.

## Situation et accès
Elle prolonge l'avenue de la Mayenne avec laquelle elle est reliée par le pont de Paris, qui passe sur la voie ferrée. Elle est prolongée après la place Jean-Moulin par la rue de la Paix.

## Historique
La rue de Paris fait partie de la « grande traverse », un axe long de plus de 1 500 mètres qui traverse le centre de Laval d'est en ouest. Cet axe est proposé en 1758 pour créer un évitement au nord de la ville médiévale et ainsi faciliter à la fois le franchissement de la Mayenne, grâce à un nouveau pont, et la traversée de la ville, située sur la route entre Paris et la Bretagne. Les rues projetées traversent des terrains de blanchisseurs, et leur opposition entraîne l'abandon du projet. Celui-ci est repris en 1804 et le nouveau pont est achevé en 1824. La rue de Paris, qui correspond à environ un quart de la « grande traverse », est lotie après la rue de la Paix, située plus près du centre. La rue accueille par ailleurs le cimetière de Vaufleury en 1887.
La rue de Paris est en partie détruite par des bombardements alliés en juin 1944 puis reconstruite après la Libération.

## Bâtiments remarquables et lieux de mémoire
- Le cimetière de Vaufleury, qui compte un grand nombre de monuments funéraires de la fin du XIXe siècle.
- Le lycée Douanier-Rousseau, ouvert en 1884 et conçu par Léopold Ridel.